# Ghinnir Airport
Ghinnir Airport är en flygplats i Etiopien. Den ligger i den centrala delen av landet, 300 km sydost om huvudstaden Addis Abeba. Ghinnir Airport ligger 1 937 meter över havet.
Terrängen runt Ghinnir Airport är kuperad åt sydost, men åt nordväst är den platt. Runt Ghinnir Airport är det ganska tätbefolkat, med 52 invånare per kvadratkilometer. Närmaste större samhälle är Ginir, 0,81 km norr om Ghinnir Airport. Trakten runt Ghinnir Airport består i huvudsak av gräsmarker.